# Anthony (Nuevo México)
Anthony es un lugar designado por el censo ubicado en el condado de Doña Ana en el estado estadounidense de Nuevo México. En el Censo de 2010 tenía una población de 9360 habitantes y una densidad poblacional de 912,14 personas por km².

## Geografía
Anthony se encuentra ubicado en las coordenadas 32°0′47″N 106°36′17″O / 32.01306, -106.60472. Según la Oficina del Censo de los Estados Unidos, Anthony tiene una superficie total de 10.26 km², de la cual 10.26 km² corresponden a tierra firme y (0%) 0 km² es agua.

## Demografía
Según el censo de 2010, había 9360 personas residiendo en Anthony. La densidad de población era de 912,14 hab./km². De los 9360 habitantes, Anthony estaba compuesto por el 61.52% blancos, el 0.81% eran afroamericanos, el 0.54% eran amerindios, el 0.09% eran asiáticos, el 0.05% eran isleños del Pacífico, el 34.5% eran de otras razas y el 2.49% pertenecían a dos o más razas. Del total de la población el 97.44% eran hispanos o latinos de cualquier raza.

## Educación
El Distrito Escolar Independiente de Gadsden gestiona escuelas públicas.